# Военный инженер

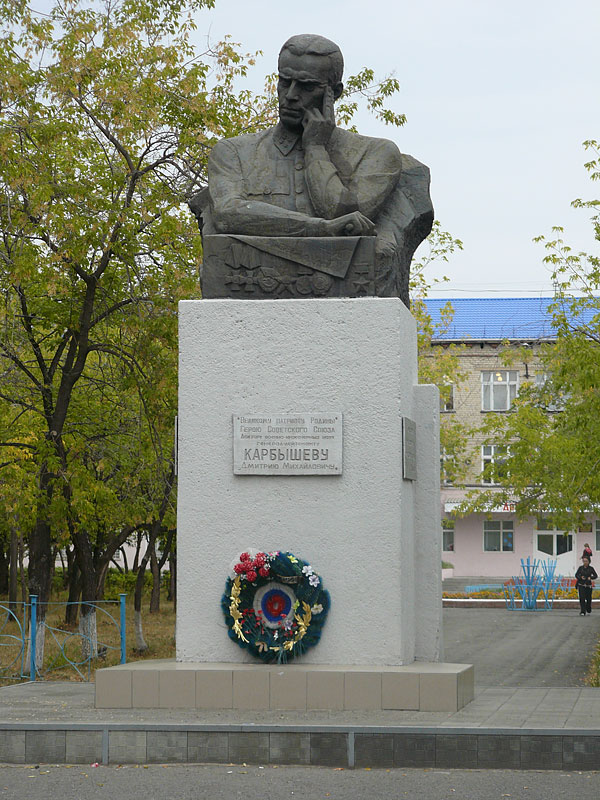
Памятник генерал-лейтенанту инженерных войск Д. М. Карбышеву — символу мужества и стойкости военного инженера (город Курган).

Вое́нный инжене́р (фр. ingénieur, от лат. ingenium — способность, талант, изобретательность) — военнослужащий инженерно-технического состава вооружённых сил, имеющий высшее военно-техническое (специальное) образование, и занимающий инженерные должности в формированиях, органах военного управления и других военных организациях.
Основными должностными обязанностями военных инженеров является инженерная деятельность: проектирование и организация работ по производству, монтажу, вводу в эксплуатацию, техническому обслуживанию и ремонту военной техники, вооружения, сложных автоматизированных систем управления войсками (АСУВ), фортификационных сооружений и их инженерных коммуникаций, а также других объектов специального, дорожного и тому подобного строительства в интересах вооружённых сил.
В связи с постоянным обновлением и совершенствованием вооружения, военной техники и военного дела, военный инженер является не просто технически фундаментально подготовленным, но и специалистом, регулярно углубляющим и пополняющим свои знания, владеющим компьютерными технологиями сбора, хранения, обработки и использования информации, применяемой в сфере его военно-профессиональной деятельности.
В узком смысле, термин военные инженеры, в нарицательном значении, применяется к военнослужащим инженерных войск.

## История
Военный инженер — старейшая из существующих военных инженерных специализаций. Слово «инженер» (лат. ingeniator) впервые появилось в античном мире, примерно в III веке до нашей эры, и первоначально так назывались люди, изобретавшие военные машины и управлявшие ими в ходе военных кампаний.
В Древнем Риме рабочие, обслуживающие военные машины, были не солдатами, а военными ремесленниками — «фабри» (лат. fabri), которые составляли особую цеховую корпорацию. В дальнейшем, появление и консолидация сообществ военных мастеров дало импульс развитию не только военной инженерии, но и гражданскому инженерному делу. Впоследствии, развитие военных технологий и инженерного искусства, как правило, шло впереди других, и вело за собой остальные отрасли инженерного производства.

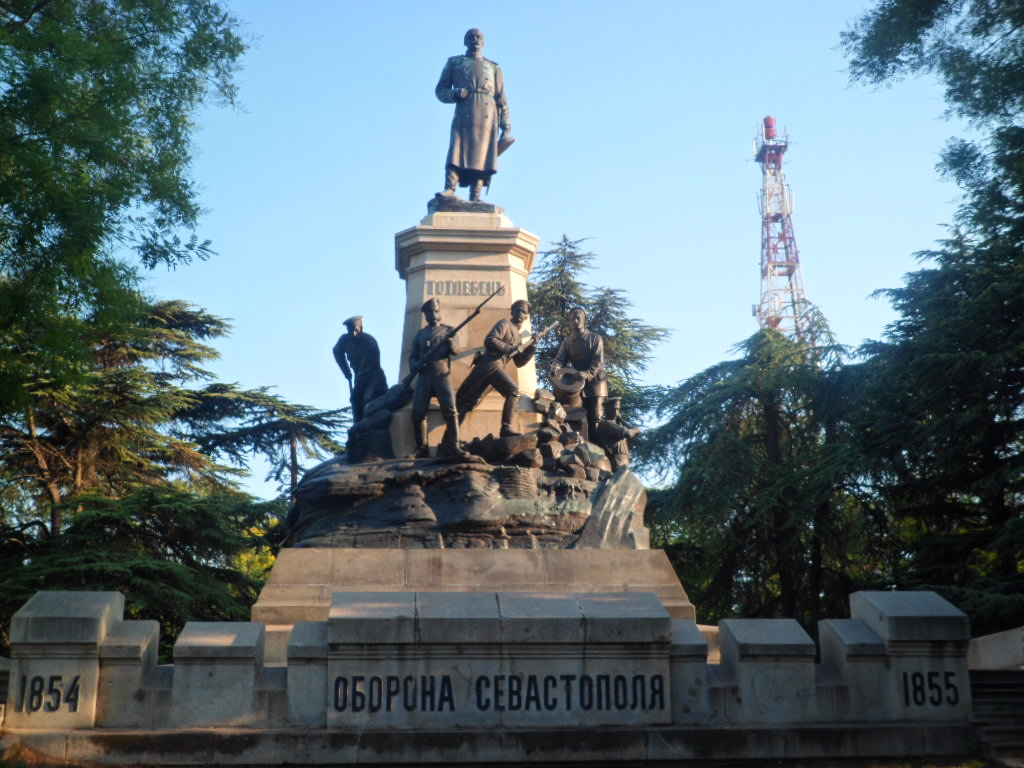
Памятник Э. И. Тотлебену — военному инженеру, одному из руководителей героической обороны Севастополя (1854—1855).

В старину на Руси военный инженер — устар. «размысл (розмысл)». В России профессия военных инженеров имеет более чем 3-вековую историю. 14 (25) января 1701 года Пётр I учредил Школу Пушкарского приказа, в которой стали обучать военных инженеров, артиллеристов и штурманов для русской императорской армии и флота.

Инженеры зело потребны суть при атаке или обороне, какова места и надлежит таких иметь, которы не токмо фортификацию основательно разумели и в том уже служили, но и чтоб мужественны были, понеже сей чин паче иных опасности подвержен есть.— Отчёт Приказа артиллерии.
В 1864 году в системе военной науки Российской империи последовало отделение офицерских классов от военного училища, и с этих пор звание военного инженера приобретали лица, окончившие по 1-му разряду трёхгодичный академический курс. Военный инженер должен был и в мирное, и в военное время, знать инженерное дело и уметь руководить всеми военно-инженерными работами в военном деле (например при атаке и обороне крепостей [опорных пунктов], при укреплении позиции войск и сил, ведении минной войны, устройстве путей сообщения, до железных дорог и телеграфов включительно, и т. п.), а также быть строителем, для заведования постройкой крепостей, казарм, молов, доков и т. п. Все они составляли Инженерный корпус вооружённых сил Российской империи.
В СССР до 1984 года существовали специальные воинские звания офицеров инженерно-технического состава, имевших высшее техническое образование (приведены звания, установленные в 1975 году):
| Войсковые воинские звания: | Корабельные воинские звания: |
| -------------------------- | ---------------------------- |
| лейтенант-инженер;         | лейтенант-инженер;           |
| старший лейтенант-инженер; | старший лейтенант-инженер;   |
| капитан-инженер;           | капитан-лейтенант-инженер;   |
| майор-инженер;             | капитан 3-го ранга-инженер;  |
| подполковник-инженер;      | капитан 2-го ранга-инженер;  |
| полковник-инженер;         | капитан 1-го ранга-инженер;  |
| генерал-майор-инженер;     | контр-адмирал-инженер;       |
| генерал-лейтенант-инженер; | вице-адмирал-инженер;        |
| генерал-полковник-инженер. | адмирал-инженер.             |

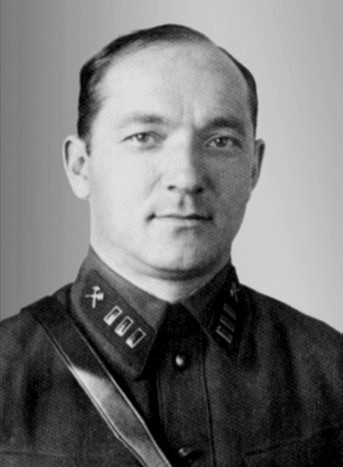
Военинженер 1-го ранга Г. Э. Лангемак — военный инженер, один из основных разработчиков реактивных снарядов, применяемых в том числе и на гвардейских миномётах «Катюша».

Для офицеров инженерно-технического состава со средним техническим образованием были установлены собственные специальные воинские звания: младший лейтенант (лейтенант, старший лейтенант, и т. д.) технической службы. Также собственная шкала воинских званий для военнослужащих инженерно-технического (военно-технического) состава вооружённых сил СССР существовала и до 1975 года.
Военные инженеры в России не только признаются как отдельная профессия, но и имеют чёткую иерархическую структуру, состоявшую из трёх разрядов:
- первый разряд — военные архитекторы-систематики, занимающиеся усовершенствованием обороны;
- второй разряд — военные строители, руководящие строительством укреплений и других военных объектов;
- третий разряд — все остальные военные инженеры.

## Профессиональная деятельность
Военный инженер является специалистом, подготовленным для самостоятельной инженерной, исследовательской, управленческой и организаторской деятельности в сфере производства, эксплуатации и ремонта военной техники, вооружения и боеприпасов; в сфере строительства, монтажа, обслуживания и ремонта АСУВ, военных объектов, их инженерных коммуникаций и т. п., производимых в интересах всех видов вооружённых сил, отдельных родов войск, служб, специальных и других войск.
Профессиональная деятельность военных инженеров осуществляется в войсковых объединениях и соединениях, воинских частях (на кораблях) и военно-учебных заведениях, научно-исследовательских институтах и других учреждениях вооружённых сил, где действующим законодательством предусмотрена военная служба.

## Профессиональная подготовка
В Советском Союзе профессиональной подготовкой военных инженеров в интересах вооружённых сил занимались высшие военные учебные заведения инженерного (или смешанного) профиля: высшие инженерные (или командно-инженерные) военные или военно-морские училища.
В Российской Федерации, в настоящее время, профессиональная подготовка военных инженеров по различным военно-учётным специальностям осуществляется в отдельных военных или военно-морских академиях, в их дочерних институтах и филиалах, а также в самостоятельных высших военных училищах инженерного или смешанного профиля.

## См. также
- Инженерный корпус
- Инженерные войска Российской Федерации